# تضاريس قارة إفريقيا
يغلب على تضاريس قارة إفريقيا الطابع الهضبي، إذ تتشكل أراضيها من عدد من الهضاب الرئيسة، أهمها: هضبة الصحراء الإفريقية الكبرى، الممتدة شمال القارة، والتي تعتبر أكبر هضاب العالم مساحة، بالإضافة إلى هضبة إثيوبيا الواقعة شرق القارة، وهضبة البحيرات الاستوائية وسط شرق القارة، أما هضبة (الفلد) فتمتد في الجنوب، وتشكل الصحاري نسبة كبيرة من مساحة هذه الهضاب، كصحراء كلهاري، وناميبيا، والصحراء الإفريقية الكبرى.

## قارة إفريقيا
تعتبر قارة إفريقيا ثاني أكبر قارة في العالم حيث تبلغ مساحتها قرابة الثلاثين مليون كم مربع، وتتميز هذه القارة بتعدد الحضارات والأديان والثقافات، ففيها دول عربية مسلمة كمصر والتي تضم واحداً من أطول أنهار العالم وهو نهر النيل، بالإضافة إلى دول المغرب العربي، وغيرها من الدول غير العربية، والتي تسود فيها اللغات الإنجليزية والفرنسية والسواحلية وغيرها، وبالإضافة لتعدد الحضارات فإن تضاريسها تتعدد أيضاً .

## تضاريس قارة إفريقيا

### الهضاب
يغلب على تضاريس قارة إفريقيا الطابع الهضبي، إذ تتشكل أراضيها من عدد من الهضاب الرئيسة، أهمها: هضبة الصحراء الإفريقية الكبرى، الممتدة شمال القارة، والتي تعتبر أكبر هضاب العالم مساحة، بالإضافة إلى هضبة إثيوبيا الواقعة شرق القارة، في حيت توجد هضبة البحيرات الاستوائية وسط شرق القارة، أما هضبة (الفلد) فتمتد في الجنوب، وتشكل الصحاري نسبة كبيرة من مساحة هذه الهضاب، كصحراء كلهاري، وناميبيا، والصحراء الإفريقية الكبرى .

### الجبال
يوجد سلسلتان من الجبال في هذه القارة :
- سلسة جبال أطلس: تمتد في المغرب، والجزائر، وتونس أي في شمال غرب قارة إفريقيا، والتي يتراوح ارتفاعها بين 1800م و2500م فوق سطح البحر، ويجدر الإشارة إلى أن قمة جبل طوبقال في دولة المغرب تعتبر أعلى قمم هذه السلسلة فتصل إلى 4165م فوق سطح البحر .[3]

- الكتل الجبلية المتناثرة: والتي يعتبر أشهرها جبل كلمنجارو، وهو أعلى جبال قارة إفريقيا، كما يوجد فيها جبال تيبستي، والهكار، والعوينات، وكذلك دراكنزبيرغ .

حيث أن جبل كليمنجارو يعتبر أعلى جبال قارة إفريقيا الذي يرتفع إلى 5895م فوق سطح البحر، والذي يقع في منطقة خط الاستواء في دولة تنزانيا، ويذكر أن قمته مغطاة بالثلوج طيلة العام، لارتفاعه الكبير، وتسكن تلك المنطقة قبائل الماساي .

### السهول
تنقسم السهول في قارة إفريقيا إلى نوعين هما :
- السهول الساحلية: تمتد على طول سواحل البحر المتوسط شمال القارة، وتمتاز بقلة اتساعها نتيجة لاقتراب سلاسل جبال أطلس من البحر المتوسط، والتي يوصف مناخها بالاعتدال، كما تمتد السهول الساحلية على طول سواحل المحيط الأطلسي والهندي .
- السهول الفيضية والأنهار: تمتد السهول الفيضية على طول أنهار القارة الرئيسية، مثل: نهر النيل الذي يعد أطول أنهار، إذ يبلغ طوله 6695 كم، ونهر الكونغو، والنيجر، والأورانج، ونهر الزمبيزي الذي توجد فيه شلالات فكتوريا الواقعة على الحد الفاصل بين دولتي زامبيا وزمبابوي، وتستغل هذه الأنهار من أجل الري، وتوليد الطاقات الكهربائية، والملاحة الداخلية، وصيد الأسماك .[4]

### البحيرات
يوجد في قارة إفريقيا العديد من البحيرات، أهمها: البحيرات الاستوائية مثل بحيرة فكتوريا، بالإضافة إلى بحيرتي تشاد وتانا .